# Yoshua Bengio
Yoshua Bengio, född 5 mars 1964 i Paris i Frankrike, är en kanadensisk datavetare, mest känd för sitt arbete med artificiellt neuronnät och djupinlärning. Bengio anses tillsammans med Geoffrey Hinton och Yann LeCun vara pionjär inom djupinlärning. Han vann tillsammans med Hinton och LeCun Turingpriset 2018.